# Pobřežník černobílý
Pobřežník černobílý (Dromas ardeola) je pták z řádu dlouhokřídlých, který se vykukuje v Indickém oceánu. Tento ptačí druh vykazuje na bahňáka řadu ekologických a biologických zvláštností, ke kterým patří hnízdění v norách, snášení jediného bílého vejce, nidikolní mláďata nebo vykrmování ptáčat i po příletu do zimovišť. Pobřežník černobílý je představitelem linie ptáků s evolučními počátky až v oligocénu, pročež je řazen do samostatného rodu pobřežník (Dromas) i samostatné čeledi pobřežníkovití (Dromadidae).

## Systematika

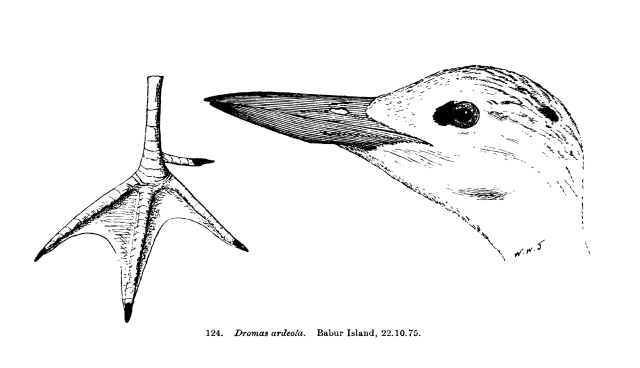
Náčrtek hlavy a blanité nohy (1904)

Druh formálně popsal švédský přírodovědec Gustaf von Paykull v roce 1805. Fylogenetické postavení pobřežníkovitých je stále předmětem debat. V rámci dlouhokřídlých je pobřežník černobílý vzhledem ke své ekologii tradičně řazen mezi bahňáky. Moderní analýzy morfologie i DNA poukazují na jeho příbuznost s rackovitými, alkovitými a ouhorlíkovitými, pročež je pobřežník řazen do podřádu Lari. Evoluční počátky linie pobřežníkovitých sahají až do oligocénu do doby před asi 35 milionty lety.

## Popis

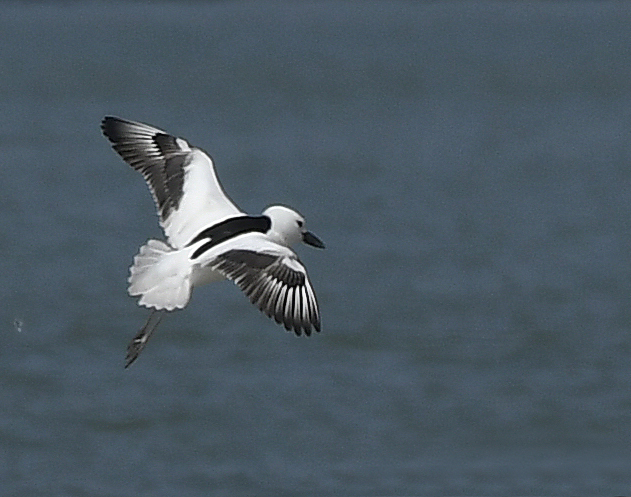
Pobřežník v letu

Pobřežník je dlouhý 38–41 cm. Peří je bíle zbarvené, s černým hřbetem a křídly. Má dlouhý krk a dlouhé nohy zakončené plovacími blánami. Výrazným znakem je dlouhý, silný a ostrý černý zobák, uzpůsobený k drcení krunýřů krabů a měkkýšů, kteří jsou hlavní potravou pobřežníka. Duhovky jsou tmavě hnědé, nohy světle šedé až modrošedé.
Pohlavní dvojtvárnost je nevýrazná; samci mívají delší zobáky, křídla a běhák. Pobřežník černobílý je podobný tenkozobci opačnému (Recurvirostra avosetta), od kterého se pobřežník odlišuje silným, dýkovitým zobákem.

## Výskyt

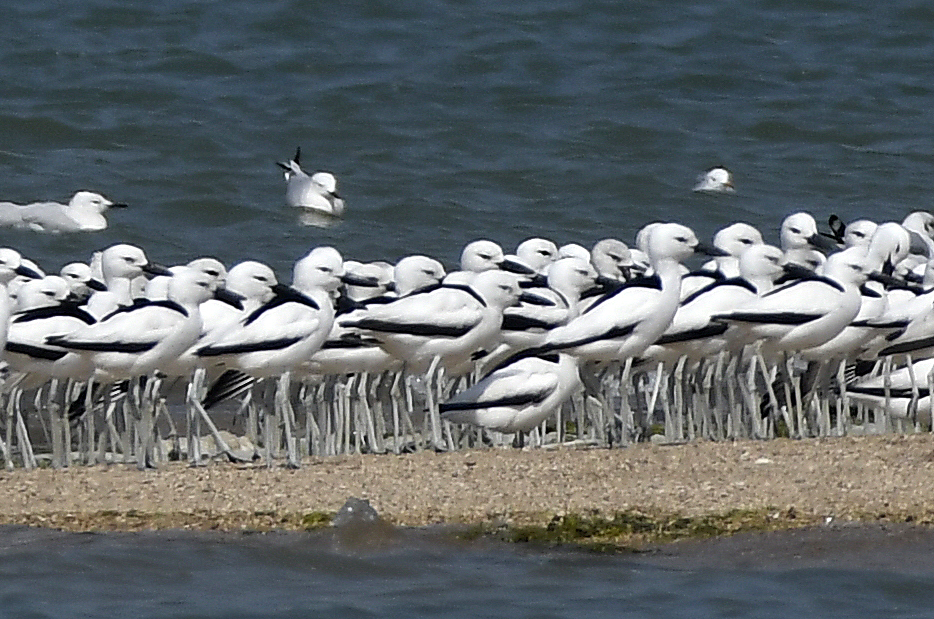
Hejno pobřežníků v Indii

Pobřežník černobílý se vyskytuje v pobřežních oblastech západní části Indického oceánu. Jeho areál výskytu zahrnuje východní Afriku včetně Madagaskaru a Rudého moře, Arabský poloostrov, jih Indického subkontinentu, Šrí Lanku, Malajsii a Thajsko. K zahnízdění dochází pouze na malých ostrovech v severozápadní části Indického oceánu, v Perském zálivu a v Rudém moři.

## Biologie

### Chování
Let je docela pomalý, typicky jen nízko nad vodou. Hejna pobřežníků jsou velmi těsná, občas při letu utváří formaci ve tvaru písmene V. Pobřežník je poměrně krotký a člověku dovolí přiblížení na poměrně krátkou vzdálenost. Na hnízdištích se projevuje ostrým pisklavým keu-ki-ki či ki-teuk. V hejnu se projevuje hlasitým stoupavým frkáním.

### Potrava

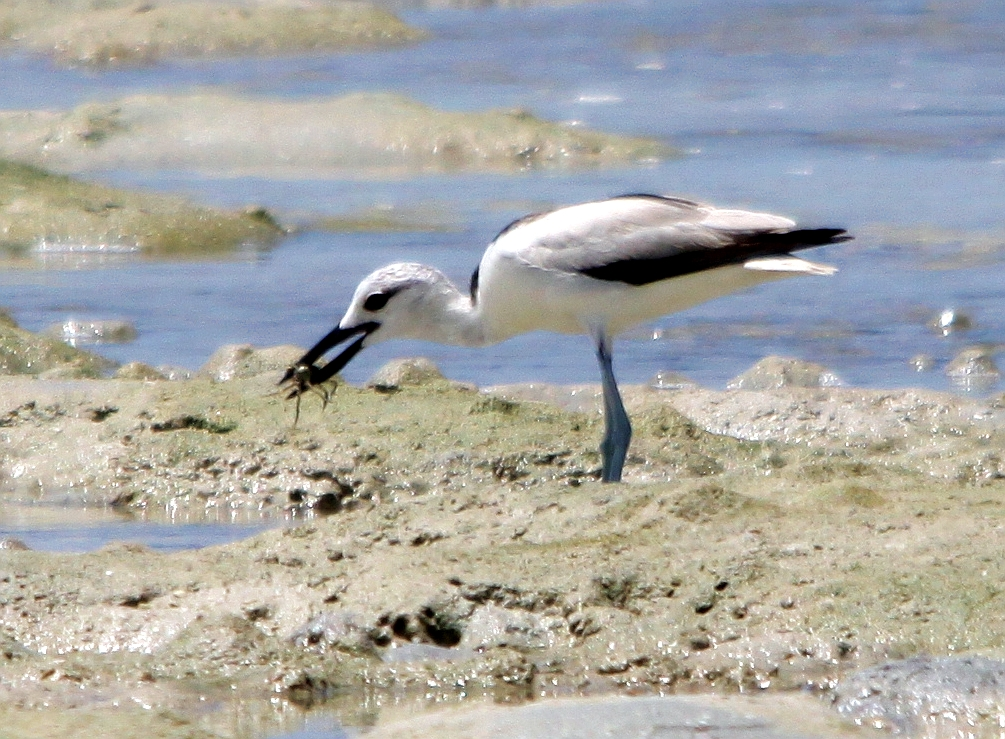
Pobřežník černobílý při požírání kraba (Keňa)

Krmí se takřka výhradně na krabech, které hledá na březích odhalených během odlivu. Při spatření kraba k němu pobřežník hbitými pohyby doběhne a polapí jej do svého silného zobáku. Menší kraby polyká celé, ty větší si naporcuje. Krmí se samostatně nebo v menších volných uskupeních. 

### Hnízdění
K zahnízdění dochází od dubna do srpna. Hnízdí v koloniích na rovných či mírně svažitých písčitých březích. Kolonie mohou zahrnovat i 1500 hnízdních párů. V íránské části Perského zálivu dosahovala hnízdní hustota 0,14–0,26 hnízd na 1 m², na Búbijánu (Kuvajt) až 3 hnízda na 1 m². Pobřežník černobílý je mezi bahňáky unikátní v tom, že hnízdí v norách, které si sám vyhrabe, čímž chrání vejce před silným slunečním žárem. V oblasti hnízdišť totiž teplota na slunci sahá až k 50° C, avšak v noře je stálé klima o teplotě kolem 35° C. Nory také chrání vejce před predátory. Italský ornitolog Giuseppe De Marchi spolu s kolegy v roce 2008 poukázali na to, že pobřežník černobílý inkubuje pouze kolem 28 % času, což je podstatně méně než kterýkoliv jiný ptačí druh, který sedí na vejcích (ptáci v době inkubace sedí na vejcích průměrně kolem 81,5 % času). Podle De Marchiho tak pobřežník nevyužívá nory pouze jako úkryt před silným slunečním zářením nebo před predátory, nýbrž nory slouží i jako jakýsi solární inkubátor. Jednalo by se tedy o první případ využívání slunečního tepla pro inkubaci vajec mimo tabonovité.

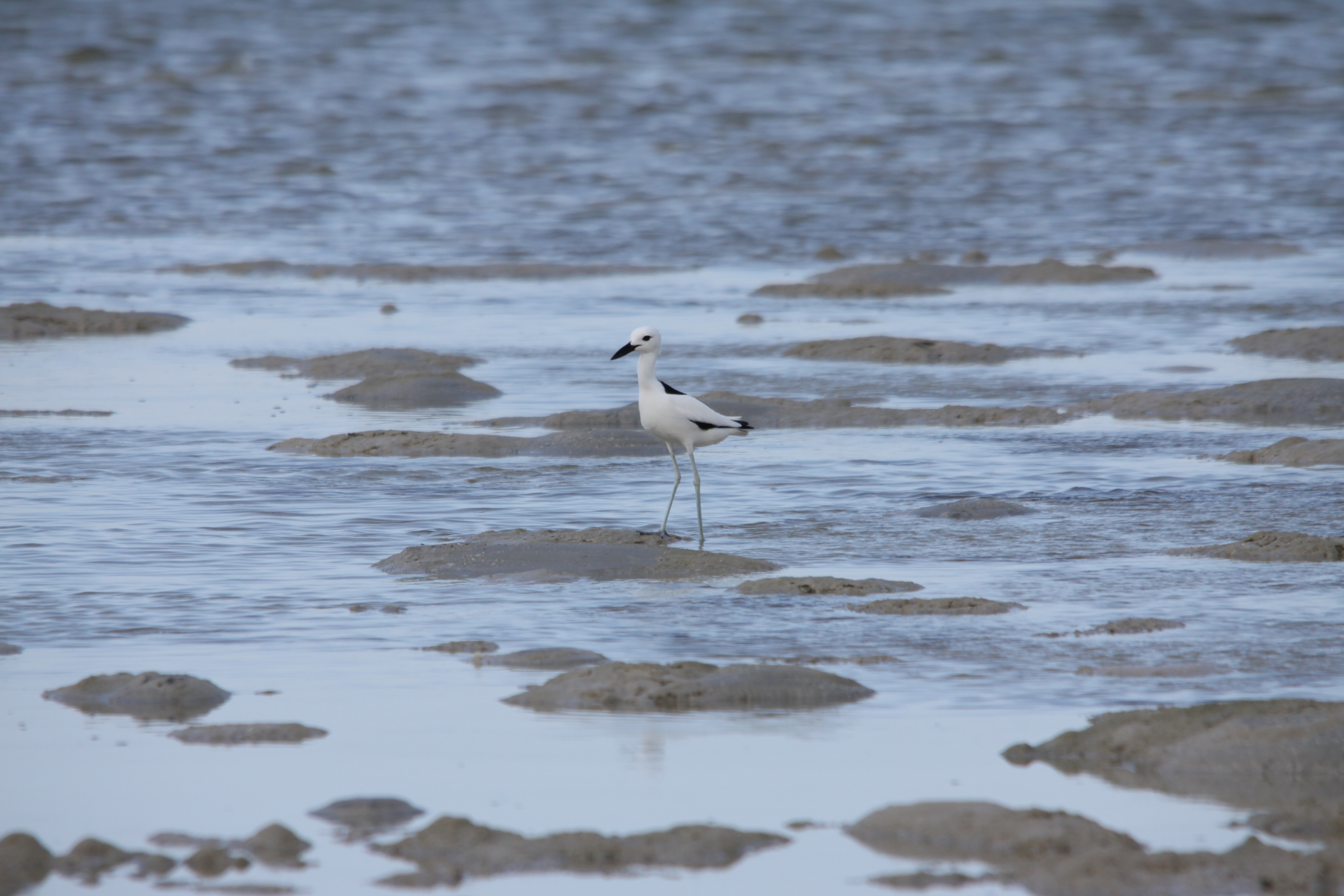
Pobřežník v přirozeném prostředí wattů (Keňa)

Hnízdní nory pobřežníků mohou mít na délku až 2 m a nacházejí se až 0,5 m pod povrchem. Samice klade pouze jedno bílé vejce o velikosti kolem 64×44 mm. Průměrná doba inkubace trvá kolem 33 dnů. Ptáčata po narození zůstávají na hnízdě po dobu několika týdnů po narození. Během této doby je vykrmují oba rodiče. Rodiče přitom neustále střeží vchod do nory, aby tak zabránili ptáčatům v případném opuštění hnízda, kde jim hrozí útoky predátorů. Překvapivým zjištěním studie hnízdních návyků pobřežníků z roku 2014 bylo, že někdy kolonii opustí většina rodičů, a v kolonii zůstává na stráži pouze jediný dospělec, který bedlivě střeží vchod do nor a zajišťuje, že ptáčata neopustí nory. V době vzletnosti ptáče následuje rodiče při tahu do pobřežních oblastí západního, severního a částečně i východního Indického oceánu. Rodiče ptáče nadále vykrmují až po dobu šesti měsíců, což je rovněž na bahňáka unikátní.

## Ohrožení
Druh je hodnocen jako málo dotčený. Předpokládaný populační trend je stabilní, celková populace druhu se odhaduje na 34 800–46 300 dospělých jedinců. Hrozbu představují ropné skvrny nebo introdukce predátorů do oblasti hnízdišť. V některých oblastech v minulosti docházelo ke sběru vajec a mladých ptáků pro lidskou spotřebu; k této praxi snad dochází dodnes.